# 古性直
古性 直（ふるしょう ただし、1921年（大正10年）12月17日 - 2000年（平成12年）8月21日）は、日本の政治家。元東京都足立区長。

## 経歴
のちの東京都足立区出身。1941年（昭和16年）青山師範本科二部を卒業する。1967年（昭和42年）足立区議会議員に当選し3期務め、同議長を歴任した。1978年（昭和53年）足立区助役となり、1980年（昭和55年）より同区長に4選した。1997年、勲三等瑞宝章受章。叙正五位。

## 親族
- 養子：古性重則（足立区議会議員）[5]